# تاريخ ألمانيا منذ عام 1990
كانت النقلة في تاريخ ألمانيا تتمحور حول اعادة توحيد ألمانيا بشقيها الشرقية والغربية بعد أن تم تقسيمها ابان الحرب الباردة. وقد عرفت بين المؤرخين بـجمهورية برلين.
استنادا إلى قانون بون-برلين الذي تم اعتماده من البرلمان في 10 مارس 1994، برلين مرة أخرى أصبحت عاصمة لألمانيا الموحدة، في حين حصلت بون على منصب « مدينة فيدرالية » (بالألمانية: Bundesstadt) وهو منصب يعتبرها بمثابة «مدينة اتحادية» ويُبقي على بعض الوزارات الاتحادية فيها. وقد تم الانتهاء من نقل الحكومة لبرلين في 1999.
منذ إعادة توحيد ألمانيا، اضطلعت ألمانيا بدور أكثر نشاطا في الاتحاد الأوروبي والناتو. وارسلت ألمانيا قوة لحفظ السلام لضمان الاستقرار في منطقة البلقان وأرسلت قوة من القوات الألمانية إلى أفغانستان المضطرب كجزء من عمل حلف شمال الأطلسي لتوفير الأمن بعد الإطاحة بطالبان. نشر هذه القوات كان مثار للجدل، حيث أنه منذ انتهاء الحرب، كانت ألمانيا مقيده بموجب القانون المحلي أن نشر القوات يكون للدفاع فقط. ويفهم أن الانتشار في الأراضي الأجنبية لا يمكن تغطيته من خلال غطاء الدفاع، لكن تصويت البرلمان حول هذه القضية وتصديقه على إرسال القوات للمشاركة في سياق حفظ السلام انهى الجدل القانوني.
في 2005 انتخبت أنغيلا ميركل كأول امرأة مستشارة في ألمانيا. بين عامي 2005-2009 قادت تشكيل ائتلاف موسع مع الاتحاد الاجتماعي المسيحي والحزب الاشتراكي الديموقراطي. وعقب الانتخابات العامة في 27 سبتمبر 2009، أسست ميركل الحكومة الائتلافية الحالية مع الحزب الديمقراطي الحر محل الحزب الاشتراكي الديمقراطي.

## وصلات خارجية
- - بوابة ألمانيا العصرية المتعددة اللغات (موقع حكومي)